# Віцеюв
Віцеюв (пол. Wiciejów) — село в Польщі, у гміні Цеґлув Мінського повіту Мазовецького воєводства.
Населення — 294 особи (2011).
У 1975-1998 роках село належало до Седлецького воєводства.

## Демографія
Демографічна структура станом на 31 березня 2011 року:
|          | Загалом | Допрацездатний вік | Працездатний вік | Постпрацездатний вік |
| -------- | ------- | ------------------ | ---------------- | -------------------- |
| Чоловіки | 134     | 21                 | 96               | 17                   |
| Жінки    | 160     | 28                 | 88               | 44                   |
| Разом    | 294     | 49                 | 184              | 61                   |